# El Pesebre
El Pesebre (también conocido como Cúmulo abierto M44, Objeto Messier 44, Messier 44, M44 o NGC 2632), es un cúmulo abierto en la constelación de Cáncer. Es uno de los cúmulos abiertos más cercanos a la Tierra, y contiene una población de estrellas mayor que otros cúmulos abiertos brillantes cercanos. Bajo un cielo oscuro, el Pesebre se observa como un pequeño objeto nebuloso a simple vista; conocido así desde la antigüedad. El astrónomo Claudio Ptolomeo lo describió como "una mancha nebulosa en el seno de Cáncer", y fue uno de los primeros objetos que Galileo estudió con su telescopio.
Su edad y movimiento propio coinciden con los de las Híades, lo que sugiere que podrían compartir orígenes similares. Ambos cúmulos contienen gigantes rojas y enanas blancas, que representan etapas posteriores de la evolución estelar, junto con muchas estrellas en secuencia principal.
La distancia a M44 es citada a menudo entre 160 y 187 pársecs (520-610 años luz), pero los paralajes revisados en 2009 del satélite Hipparcos para los objetos del Pesebre, y el último diagrama color-magnitud por infrarrojos, favorece una distancia análoga de 182 pársecs. Hay mejores estimaciones de edad de alrededor de 600 millones de años, equivalente aproximadamente a unos 625 millones de años para las Híades. El diámetro del núcleo interno del cúmulo es de cerca de 7.0 pársecs (23 años luz).
El cúmulo es visible a simple vista como una pequeña nebulosa cuando la culminación de Cáncer aparece en el cielo de la tarde entre febrero y mayo de cada año. A 1.5º transversales, el cúmulo encaja con facilidad en el campo de visión de unos binoculares, o telescopios de baja potencia.

## Mitología
Este famoso cúmulo abierto de estrellas visible hacia la constelación zodiacal y boreal de Cáncer, también recibió el nombre de "el Colmenar". Si las condiciones  del entorno y geográficas lo permiten, "Messier 44" es uno de los objetos celestes de fácil visualización a ojo desnudo y, por lo tanto, conocido desde tiempos prehistóricos. Los griegos y romanos vieron en esta "nebulosa" a un "Pesebre" conformado por dos asnos que comen de él, y que son representados por las estrellas gamma y delta de Cáncer. Y es por este motivo que el nombre propio de la estrella gamna de Cáncer es : "Asellus Borealis", que en español significa : «asno septentrional», mientras que la estrella delta de Cáncer recibe el nombre de "Asellus Australis", cuyo significado en español es : «asno meridional». Eratóstenes informó que estos eran los asnos en los que los dioses Dioniso y Sileno cabalgaron en la batalla contra los titanes, quienes estaban asustados por el rebuzno de estos animales lo que permitió que los dioses olímpicos ganaran. Y como recompensa, los asnos fueron puestos en el cielo y convertidos en estrellas. La constelación de Cáncer o el Cangrejo al ser el menos luminoso de los doce signos del zodiaco, ha sido temida por muchas culturas; ya que, veían dentro de sus límites celestes una obscura senda que era utilizada por las almas de las personas fallecidas para conectarse con el más allá. En Egipto la asociaban con "la Langosta", haciendo alusión a una de las mortales plagas con que fue azotado ese pueblo de acuerdo a los escritos bíblicos. Y en Japón aquella constelación recuerda el "Seki Shiki Meika Ha"; en donde justamente el cúmulo de estrellas abierto M44 representa a las almas de los difuntos apiladas mientras se dirigen a este portal que conecta al mundo de los vivos con el mundo de los muertos.

## Historia
Aratos en el año 260 a. C., mencionó este cuerpo celeste como "Pequeña niebla", e Hiparco en el año 130 a. C., lo incluyó en su catálogo de estrellas y lo llamó "Pequeña nube" o "Estrella nublada". Posteriormente, Ptolomeo lo menciona como una de las siete "nebulosas" que señaló en su libro Almagesto, y lo describe como "La masa nebulosa en el pecho ( de Cáncer )". Y en el año 1600 de nuestra era, Johann Bayer lo llama : "Nubilum". El astrónomo italiano Galileo Galilei fue el primero que resolvió este objeto "nebuloso" e informó lo siguiente : "La nebulosa llamada "Praesepe", no es una sola estrella, sino una masa de más de 40 estrellas pequeñas". Finalmente, Charles Messier lo agregó a su catálogo el día 4 de marzo del año 1769. M44 puede observarse a simple vista y se encuentra situado a una distancia de 609 años luz. Su edad se estima en unos 730 millones de años. Una de sus componentes más brillantes es la estrella Epsilon Cancri, conocida también como 41 Cancri. Inicialmente el nombre de ε Cancri se utilizó para todo el cúmulo. El cúmulo tiene una magnitud global de +3,7 y aparece a la observación como una zona de luminosidad difusa cubriendo 95 minutos de arco.

## Morfología y composición
Como muchos cúmulos estelares de cualquier tipo, el Pesebre ha experimentado una segregación masiva, proceso mediante el cual los miembros más pesados del sistema tienden a moverse hacia el centro, mientras que los miembros más ligeros tienden a alejarse del centro. Esto significa que las estrellas masivas más brillantes se concentran en el núcleo del cúmulo, mientras que las estrellas más débiles y menos masivas se concentran en el halo (también llamado corona). El radio del núcleo del cúmulo se estima en 3.5 pársecs (11.4 años luz); su radio medio de masa es de alrededor de 3.9 pársecs (12.7 años luz); y su radio de marea gravitacional es de 12 pársecs aproximadamente (39 años luz). Sin embargo, el radio de marea también incluye a algunas estrellas que simplemente "pasan enfrente" y no son parte del cúmulo.
En total, el cúmulo contiene al menos 1000 estrellas unidas por la gravedad, para una masa total de alrededor de 500 a 600 masas solares. Un estudio reciente cuenta al menos 1010 miembros altamente probables, de los cuales el 68% son enanas rojas, 30% son estrellas parecidas al Sol con clasificación espectral F, G y K, y cerca del 2% son estrellas brillantes clase A. También están presentes cinco estrellas gigantes, de las cuales cuatro son clase espectral K0 III, mientras que la última es clase G0 III.
Hasta ahora, se han identificado 11 enanas blancas, que representan la última etapa de las estrellas más masivas del cúmulo, que originalmente pertenecían al tipo espectral B. Las enanas marrones, sin embargo, son extremadamente raras en este cúmulo, probablemente porque se han perdido al desprenderse por la marea de exclusión desde el halo.
Contiene gran cantidad de estrellas variables pulsantes del tipo Delta Scuti, ninguna de las cuales es fácil de observar para los aficionados.
Sobre M44 se mueven con frecuencia tanto la Luna como los planetas (Saturno se desplazó lentamente entre sus estrellas a inicios de junio de 2006); no es infrecuente que algún débil asteroide transite, lentamente, entre sus distintas componentes.
En las inmediaciones e incluso dentro del propio cúmulo, aunque situadas mucho más lejanas que cualquiera de sus estrellas, puede contemplarse un pequeño cúmulo de galaxias dispersas no demasiado brillantes ni grandes: forman parte del conjunto Coma-Leo. Con un brillo débil, pueden ser observadas fácilmente por cualquier telescopio mediano equipado con una cámara CCD o incluso con fotografías de larga exposición. Algunos ejemplos son NGC 2637 o IC 2388.
El "Colmenar" presenta una "velocidad radial" de +35 km/s; lo que significa que se aleja de nosotros a esa velocidad. 